# Endless
"Endless" – czwarty singiel rumuńskiej piosenkarki popowej Inny z jej drugiego albumu studyjnego pt. I Am the Club Rocker (2011). Piosenka została napisana i wyprodukowana przez duet Play & Win. Opowiada ona o miłości i kwestionowaniu jej przez artystkę. Na Facebooku Inna poprosiła swoich fanów aby wybrali następną piosenkę która zostanie wydana na kolejny singiel, i został nim właśnie Endless, który otrzymał 75% głosów od 10 000 fanów Inny. Teledysk został nakręcony na początku listopada 2011. Inna zapowiedziała go na portalach YouTube i Facebook. Pokazuje on kobiety które chcą równouprawnienia w walce z mężami którzy nadużywają alkoholu.

## Lista utworów
Endless (Official Remixes)
1. "Endless (Radio Edit Version)" - 3:14
2. "Endless (Pulphouse Remix)" - 4:50
3. "Endless (Audiodish Remix)" - 5:54
4. "Endless (Diakar Remixxx)" - 4:00
5. "Endless (DJ Turle & Beenie Becker Remix)" - 4:33
6. "Endless (Pat Farell Remix)" - 5:31
7. "Endless (Phonk d'or Remix)" - 4:26
8. "Endless (Pulserockers Remix)" - 5:04
9. "Endless (Slickers Remix)" - 4:06
10. "Endless (Speak One Reworked Radio Edit)" - 3:28
11. "Endless (Speak One Reworked Club Remix)" - 5:30
12. "Endless (The Thin Red Men Remix)" - 5:30
13. "Endless (Yvan Kay Next Gen Radio Edit)" - 3:56
14. "Endless (Yvan Kay Next Gen Club Remix)" - 4:56
15. "Endless (Yvan Kay Factory Remix)" - 4:54
16. "Endless (Yvan Kay The Rock Rules Remix)" - 3:37
17. "Endless (Zampa Remix)" - 6:31
18. "Endless (Zampa Tools Remix)" - 6:05
19. "Endless (Timmy Rise & Barrington Lawrence Remix)" - 5:59
20. "Endless (Ramy BlaZin Remix)" - 6:44
21. "Endless (Adi Sina Remix)" - 5:41
22. "Endless (LuKone Radio Edit)" - 3:36
23. "Endless (LuKone Club Remix)" - 6:15

## Pozycje
| Notowanie (2011-12)          | Najwyższa pozycja |
| ---------------------------- | ----------------- |
| Romania (Romanian Top 100)   | 10                |
| Rosja (Russian Music Charts) | 180               |